# Investigace.cz
investigace.cz je český neziskový zpravodajský web publikující investigativní žurnalistiku. Publikuje především vlastní obsah zaměřený na přeshraniční organizovaný zločin a korupci.

## Provozovatel
Provozovatelem webu investigace.cz je České centrum pro investigativní žurnalistiku, o.p.s., které založila v roce 2013 Pavla Holcová. České centrum pro investigativní žurnalistiku je jediným českým členem mezinárodní sítě Organized Crime and Corruption Reporting Project a jediným českým partnerem Mezinárodního konsorcia investigativních novinářů.

### Ocenění
Zakladatelka a šéfredaktorka investigace.cz Pavla Holcová získala prestižní celosvětové ocenění 2021 ICFJ Knight International Journalism Award. Ocenění každoročně uděluje The International Center for Journalists (Mezinárodní centrum pro žurnalistiku), globální síť novinářů, která slouží k poskytování školení, mentoringu, stipendií nebo finanční podpory.

## Kauzy

### Panama Papers
Během novinářské investigace mezinárodní kauzy Panama Papers vybralo Mezinárodní konsorcium investigativních novinářů jako partnera pro průzkum dokumentů týkajících se České republiky tým investigace.cz. Pro práci s rozsáhlými dokumenty vytvořila a následně koordinovala investigace.cz dočasný investigativní tým, který zahrnoval novináře z České televize, Hlídacího psa, Respektu, Práva, MF Dnes, Hospodářských novin, Lidových novin, Českého rozhlasu a Samizdatu. Za zpracování kauzy dostalo Mezinárodní konsorcium investigativních novinářů v roce 2017 Pulitzerovu cenu.

### Spolupráce s ázerbájdžánskou novinářkou Chadídžou Ismailovou
Investigace.cz spolupracovala v roce 2013 s ázerbájdžánskou novinářkou Chadídžou Ismailovou a Rádiem svobodná Evropa na rozkrytí obchodních vazeb ázerbájdžánské prezidentské rodiny Alijevů. Investigativní práce ukázala, že rodina Alijevova má nepřiznané příjmy mimo území Ázerbájdžánu a mimo jiné vlastní vilu v hodnotě jednoho milionu eur v Karlových Varech. Za články tým novinářů získal ocenění Global Shining Light Award.

### Působení italské mafie 'Ndrangheta na Slovensku
Investigace.cz mapovala spolu se slovenským novinářem Jánem Kuciakem vliv kalábrijské mafie 'Ndrangheta na Slovensku. 'Ndrangheta měla spojení až na Slovenský vládní kabinet a to přes asistentku bývalého předsedy vlády SR Roberta Fica Márii Troškovou a exposlance strany SMER Viliama Jasaňa. Článek, kvůli kterému byl pravděpodobně Ján Kuciak spolu se svojí přítelkyní Máriou Kušnírovou zastřelen, je přístupný na stránkách investigace.cz. Vražda investigativního novináře vyvolala protesty po celém Slovensku, což vedlo k politické krizi a v konečném důsledku i k pádu vlády a rezignaci premiéra Roberta Fica.
Za sérii článků o působení mafie 'Ndrangheta na Slovensku získala investigace.cz společně se spolupracujícími organizacemi Investigative Reporting Project Italy a Organized Crime and Corruption Reporting Project Česko-slovenskou cenu veřejnosti - zvláštní cenu za rok 2018.

### Milton Group
Na konci roku 2019 se středisko spolu s ostatními účastnilo novinářského vyšetřování trestné činnosti ukrajinské společnosti Milton Group, která pod záminkou investice získává peníze od tisíců lidí po celém světě.

### Pandora Papers
V uniklých dokumentech Pandora Papers se kromě jiného objevuje více než 300 Čechů, včetně současných[kdy?] i bývalých politiků a podnikatelů, a to včetně premiéra Andreje Babiše. Pandora Papers zahrnují data o přesunu nezdaněných 22 milionů dolarů Andrejem Babišem do zahraničí skrze jeho offshorové firmy. V roce 2009 měl Babiš skrze „spletitou strukturu zahraničních firem“ a „tajné půjčky“ přesunout z ČR bez zdanění finance na nákup nemovitostí ve Francii, včetně zámečku Château Bigaud na Azurovém pobřeží. O převod peněz přes daňové ráje se měla postarat společnost Alcogal, kterou najala francouzská DB Artwell Avocats. Panamská právní společnost Alcogal založila firmu Blakey Finance Limited, registrovanou na Britských Panenských ostrovech.
Národní centrála proti organizovanému zločinu uvedla 4. října 2021, že se informacemi z Pandora Papers, které se týkají premiéra Babiše i dalších Čechů, bude zabývat.